# United Democratic Front
United Democratic Front var en sydafrikansk fællesbevægelse imod apartheid, bestående af et væld af civilsamfundsorganisationer. Bevægelsen blev dannet i 1983, og opløstes efter valget i 1994 efter at have været en stor del af årsagen til apartheids fald.[kilde mangler]